# Juniperus occidentalis
Juniperus occidentalis (яловець західний) — вид хвойних рослин родини кипарисових.

## Поширення, екологія
Країни зростання: Сполучені Штати Америки (Каліфорнія, Айдахо, Невада, Орегон, Вашингтон). Діапазон висот 200–1200 м (var. occidentalis) і 1980—3100 м (var. australis). У хвойному лісі зазвичай росте там, де виходи скельних порід викликають дрібний ґрунт, на великих висотах зазвичай рослини можна знайти серед гранітних валунів або навіть в ущелинах на голому граніті. Клімат коливається від напівпосушливого до каскадів дощової тіні з опадами в основному у вигляді снігу взимку.

## Морфологія
Однодомні або дводомні вічнозелені дерева 10–15(30) м у висоту і 30–100(250) см діаметра, як правило, з одним стовбуром. Гілки товсті, висхідні або розпростерті, часто вигнуті або перекручені, утворюючи пірамідальну крону у молодих деревах, стаючи округлої та неправильної форми на старих деревах. Кора спершу гладка, рожево-коричнева, потім стає сірою і лущиться; потім волокниста, від червоно-коричневого до коричневого кольору, розшаровуючись тонкими смужками. Листя темно-зелене, батігоподібні листки 3–6 мм, не тьмяні зверху; лускоподібні листки 2–3 × 2 мм, яйцювато-ромбічні, гострі або тупі, не перекриваються. Пилкові шишки численні, від майже кулястих до яйцеподібно-довгастих, 3–5 × 2–3 мм, жовто-зелені, після дозрівання жовто-коричневі. Шишки зріють 2 роки, спочатку діаметром 2 мм, росте у два сезони від пурпурно-червоного до синього або фіолетового кольору з тьмяним нальотом, від майже кулястої до еліпсоїдної форми, розміром (6)7–9(10) × (5)6–8 мм, м'ясисті, більш-менш смолисті, та зрештою сухі, падають незабаром після дозрівання. Насіння 1–2 на шишку, яйцюватої або напів-яйцеподібної форми, 5–6(7) × 4–5 мм, з неглибокими канавками та смолистими ямами, жовтувато-коричневі.
Підвид occidentalis часто (50 %) однодомний. Зрілі насіннєві шишки в середньому діаметром 7,5 мм. Саджанці в основному мають 2 сім'ядолі. Підвид australis у першу чергу (90 %) дводомний. Зрілі насіннєві шишки в середньому діаметром 8,5 мм. Саджанці часто мають 3–4 сім'ядолі.
Зафіксоване довголіття для підвиду australis 2675 років; для підвиду occidentalis 1600 років.

## Використання
Деревина цього ялівцю досі використовується локально на дрова, стовпи паркану, загонів тощо. Його дуже довговічна деревина також використовується для спеціальних цілей, таких як меблі, внутрішньої обшивки та декоративних цілей. Садівниче використання є рідким, але вид має значення для озеленення порушених ділянок. Є кілька відомих сортів, один з них має явно сріблясте тьмяне листя і називається «Sierra Silver» і принаймні на деякий час, зберігає стовпчасту або пірамідальну звичку молодих рослин.

## Загрози та охорона
В цілому, нема серйозних загроз виду.